# Myllykosken Pallo –47
A Myllykosken Pallo -47, rövidítve MyPa egy finn labdarúgócsapat. A klubot 1947-ben alapították, jelenleg a harmadosztályban szerepel.

## Története
A klubot 1947-ben alapították Myllykoski faluban. A MyPa lőször 1975-ben jutott fel az első osztályba, ekkor azonban még rögtön kiesett.
A csapat 1992 óta rendszeres tagja a Veikkausligának. 1993 és 1996 között zsinórban négyszer volt másodika MyPa Harri Kampman edzősködése alatt. Ebben az időben kétszer is, 1992-ben és három évvel később is sikerült elhódítani a finn kupát.
Legsikeresebb időszaka az ezredforduló utánra tehető, amikor 2004-ben előbb kupagyőztes, majd 2005-ben - története során először - bajnok lett a csapat.

## Sikerek
- Bajnok (1): 2005
- Kupagyőztes (3): 1992, 1995, 2004

## Jelenlegi keret
| #  |     | Poszt | Név              |
| -- | --- | ----- | ---------------- |
| 1  | FIN | K     | Antti Kuismala   |
| 2  | FIN | KP    | Konsta Hietanen  |
| 3  | FIN | V     | Sampsa Timoska   |
| 4  | FIN | V     | Antti Uimaniemi  |
| 5  | FIN | V     | Jarno Tuunainen  |
| 8  | BRA | KP    | Ady              |
| 9  | RUS | CS    | Makszim Votyinov |
| 11 | FIN | KP    | Ilari Äijälä     |
| 12 | FIN | K     | Mika Johansson   |
| 13 | FIN | V     | Toni Lindberg    |
| 14 | CAN | CS    | Tosaint Ricketts |

| #  |     | Poszt | Név              |
| -- | --- | ----- | ---------------- |
| 15 | FIN | V     | Ville Oksanen    |
| 17 | FIN | CS    | Einari Kurittu   |
| 18 | FIN | V     | Tuomas Aho       |
| 19 | FIN | CS    | Pele Koljonen    |
| 20 | BRA | KP    | Felipe Benevides |
| 22 | FIN | KP    | Roope Rautiainen |
| 23 | FIN | CS    | Kim Alonen       |
| 24 | FIN | KP    | Ville Saxman     |
| 25 | FIN | KP    | Antti Okkonen    |

## Összes nemzetközi kupamérkőzés
- Q = selejtező
- UK = UEFA-koefficiens

| Szezon  | Kupa           | Kör | Ország | Klub                   | Eredmény | UK  |
| ------- | -------------- | --- | ------ | ---------------------- | -------- | --- |
| 1993/94 | KEK            | Q   | ISL    | Valur                  | 1-3, 0-1 | 0.0 |
| 1994/95 | UEFA-kupa      | Q   | SVK    | FK Inter Bratislava    | 3-0, 0-1 | 3.0 |
|         |                | 1R  | POR    | Boavista FC            | 1-2, 1-1 | 3.0 |
| 1995/96 | UEFA-kupa      | Q   | SCO    | Motherwell FC          | 3-1, 0-2 | 3.0 |
|         |                | 1R  | NED    | PSV Eindhoven          | 1-1, 1-7 | 3.0 |
| 1996/97 | KEK            | Q   | AZE    | FK Karabakh Agdam      | 1-0, 1-1 | 3.0 |
|         |                | 1R  | ENG    | Liverpool FC           | 0-1, 1-3 | 3.0 |
| 1997/98 | UEFA-kupa      | 1Q  | CYP    | Apóllon Lemeszú        | 1-1, 0-3 | 1.0 |
| 2000    | Intertotó-kupa | 1R  | SUI    | Xamax                  | 1-2, 3-3 | 0.0 |
| 2001/02 | UEFA-kupa      | Q   | SWE    | Helsingborgs IF        | 1-3, 1-2 | 0.0 |
| 2002/03 | UEFA-kupa      | Q   | DEN    | Odense BK              | 1-0, 0-2 | 1.0 |
| 2003/04 | UEFA-kupa      | Q   | SUI    | BSC Young Boys         | 3-2, 2-2 | 1.5 |
|         |                | 1R  | FRA    | FC Sochaux-Montbéliard | 0-1, 0-2 | 1.5 |
| 2004    | Intertotó-kupa | 1R  | CZE    | FC Zlín                | 1-1, 2-3 | 0.0 |
| 2005/06 | UEFA-kupa      | 1Q  | EST    | TVMK Tallinn           | 1-1, 1-0 | 3.5 |
|         |                | 2Q  | SCO    | Dundee United          | 0-0, 2-2 | 3.5 |
|         |                | 1R  | SUI    | Grasshoppers           | 1-1, 0-3 | 3.5 |
| 2006/07 | BL             | 1Q  | WAL    | The New Saints FC      | 1-0, 1-0 | 2.5 |
|         |                | 2Q  | DEN    | FC København           | 2-2, 0-2 | 2.5 |
| 2007/08 | UEFA-kupa      | 1Q  | FRO    | EB/Streymur            | 1-0, 1-1 | 1.5 |
|         |                | 2Q  | ENG    | Blackburn              | 0-1, 0-2 | 1.5 |
| 2010/11 | EL             | 1Q  | EST    | Trans Narva            |          |     |

## Ismertebb játékosok
- Antti Okkonen
- Tuomas Haapala
- Sami Hyypiä
- Neathan Gibson
- Joonas Kolkka
- Jari Litmanen
- Miikka Multaharju
- Niklas Tarvajärvi
- Tuomas Kansikas
- Brent Sancho
- Vasile Marchiş
- Marco Manso
- Gao Leilei
- Koffi Roméo Konan
- Tero Mäkäläinen
- Gyenyisz Volodin
- Bono Adriano de Souza la Pinha
- Anes Zukic
- Tuomo Könönen
- Adriano Munoz
- Ryan Botha
- Luiz Antonio Moraes
- Mitring István
- Tuomas Aho
- Sami Ristilä
- Jussi Nuorela
- Markus Heikkinen
- Toni Kuivasto
- Janne Lindberg

## Külső hivatkozások
- (finnül) Hivatalos weboldal